# قطر في الألعاب البارالمبية الصيفية 2016
قطر في الألعاب البارالمبية الصيفية 2016- شاركت قطر في دورة الألعاب البارالمبية الصيفية، والتي أقيمت في ريو دي جانيروبالبرازيل، في الفترة من 7 سبتمبر إلى 18 سبتمبر 2016م. وشاركت قطر بوفد يتكون من ثلاثة لاعبين (رجلان وسيدة)، واستطاعوا من خلال هذه الدورة الحصول على ميداليتين فضيتين في منافسات ألعاب القوى.

## تصنيفات الإعاقة
فئات للإعاقة التي يتم تصنيف اللاعبين المشاركين في الألعاب البارالمبية بناءً عليها تنقسم إلى خمس فئات متمثلة في: البتر، والذي قد يكون حالة خلقية أو ناجمة عن إصابة أو عن مرض؛ الشلل الدماغي؛ رياضيو الكراسي المتحركة ، وما يكون هناك تداخل بين هذه الفئات وفئات أخرى؛ ضعف البصر، بما في ذلك العمى ؛ Les autres ، التقزم أو التصلب المتعدد .   ولكل رياضة بارالمبية تصنيفاتها الخاصة، والتي تعتمد على المتطلبات البدنية المحددة للمنافسة. يتم إعطاء المنافسات رمزًا مكونًا من أرقام وحروف، يصف نوع الحدث وتصنيف الرياضيين المتنافسين. وتقسم بعض الرياضات، مثل ألعاب القوى، الرياضيين حسب فئة وشدة إعاقتهم، بينما تجمع رياضات أخرى، مثل السباحة ، اللاعبين من فئات مختلفة معًا، ويكون الفصل الوحيد على أساس شدة الإعاقة. 

## الحائزون على الميداليات
| ميدالية | اسم                   | رياضة       | حدث                   | تاريخ     |
| ------- | --------------------- | ----------- | --------------------- | --------- |
| فضية    | عبد الرحمن عبد القادر | ألعاب القوى | دفع الجلة للرجال F34  | 11 سبتمبر |
| فضية    | سارة حمدي مسعود       | ألعاب القوى | دفع الجلة للسيدات F33 | 16 سبتمبر |

## ألعاب القوى
سباقات المضمار للرجال
| رياضي        | الأحداث     | التمهيد | التمهيد | النهائي | النهائي |
| رياضي        | الأحداث     | وقت     | رتبة    | وقت     | رتبة    |
| ------------ | ----------- | ------- | ------- | ------- | ------- |
| محمد الكبيسي | 100 متر T34 | 16.45   | 4 س     | 16.68   | 8       |

ميدان الرجال
| رياضي                 | الأحداث       | نتيجة | المركز |
| --------------------- | ------------- | ----- | ------ |
| عبد الرحمن عبد القادر | دفع الجلة ف34 | 11.15 | الثاني |
| عبد الرحمن عبد القادر | رمي الرمح F34 | 26.03 | 8      |

ميدان السيدات
| رياضي           | الأحداث       | نتيجة | المركز |
| --------------- | ------------- | ----- | ------ |
| سارة حمدي مسعود | دفع الجلة ف33 | 5.39  | الثاني |